# 佩耶
佩耶（法語：Peille，法語發音：[pɛj]）是法国滨海阿尔卑斯省的一个市镇，位于该省中南部偏东，属于尼斯区。

## 地理
佩耶（43°48'9"N, 7°24'6"E）面积43.16 平方千米，位于法国普罗旺斯-阿尔卑斯-蓝色海岸大区滨海阿尔卑斯省，该省份为法国东南部沿海省份，南濒地中海，西南至瓦尔省，西北接上普罗旺斯阿尔卑斯省，北部和东部与意大利接壤。
与佩耶接壤的市镇（或旧市镇、城区）包括：博索莱伊、布洛萨斯克、卡斯蒂永、莱斯卡雷讷、戈尔比奥、吕塞拉姆、佩永、罗克布吕讷-卡普马丹、圣阿涅丝、索斯佩勒、图埃德莱斯卡雷讷、拉特里尼泰、拉蒂尔比。

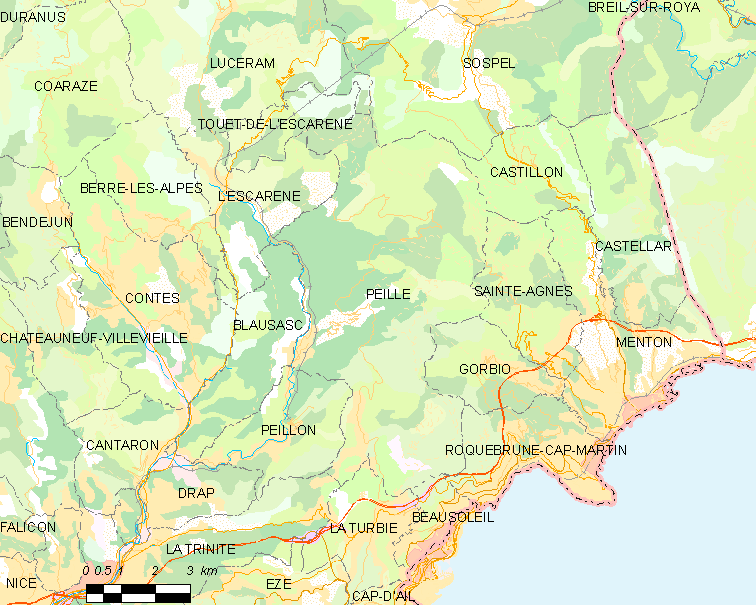
佩耶的OSM定位图

佩耶的时区为UTC+01:00、UTC+02:00（夏令时）。

## 行政
佩耶的邮政编码为06440，INSEE市镇编码为06091。

## 政治
佩耶所属的省级选区为孔特县。

## 人口

1962-2008年间佩耶人口变化图示

佩耶于2022年1月1日时的人口数量为2205人。